# Saint-Pierre-Canivet
 Saint-Pierre-Canivet  es una población y comuna francesa, situada en la región de Baja Normandía, departamento de Calvados, en el distrito de Caen y cantón de Falaise-Nord.

## Demografía
| 303 | 334 | 281 | 338 | 381 | 342 |
| Para los censos de 1962 a 1999 la población legal corresponde a la población sin duplicidades (Fuente: INSEE [Consultar]) |     |     |     |     |     |